# Charte de Rodolphe III (996)
La charte de Rodolphe III est une charte de l'année 996 signée par le roi Rodolphe III de Bourgogne et accordant le comitatus, c'est-à-dire le pouvoir comtal sur la vallée de la Tarentaise à l'archevêque de Tarentaise, Aymon Ier/Amizon.
Cet acte est le plus ancien document conservé aux Archives départementales de la Savoie.

## Contexte
La vallée de la Tarentaise appartient au royaume d'Arles, puis sous le règne des Rodolphiens au royaume de Bourgogne transjurane. Au cours de cette période, les Alpes sont l'objet d'invasions sarrasines,,. L'historiographie récente a démontré qu'à défaut de véritables invasions, la présence des Sarrasins se limite à la présence de quelques bandes qui par contre rançonnent les voyageurs, pillent, voire parfois détruisent,,. Leur présence fait surtout l'objet de « constructions historiographiques tardives » (Sorrel, 2006). Les Sarrasins implantés à La Garde-Freinet (Provence) sont défaits en 973 (cf. Présence sarrasine au nord des Pyrénées).
Au lendemain de cette défaite, le roi des Deux Bourgognes, Rodolphe III, cherche à réorganiser son royaume. Cette réorganisation passe notamment à travers la concession de pouvoirs, le comitatus, aux évêques de son territoire,. Rodolphe III octroie ces privilèges afin de renforcer son autorité face à l'influence grandissante — une quasi tutélaire — des empereurs du Saint-Empire issus de la dynastie des Ottoniens,,. Pour l'archiviste Gilbert Coutaz, il se lance dans un « ensemble de donations de droits comtaux » en faveur du pouvoir ecclésiastique (Tarentaise en 996, Sion en 999, Lausanne en 1011, Vienne en 1023). Le médiéviste René Poupardin insiste sur le fait que ces donations offrent en réalité plus de droits aux récipiendaires qu'elles n'impliquent de devoirs envers leur suzerain.
L'archevêché de Tarentaise est aussi enclavé entre les possessions des Humbertiens, qui donneront naissance à la maison de Savoie.

## Teneur de la charte
La charte de Rodolphe est un acte écrit scellé. Les proportions du document sont de 60 par 44 cm. Il est rédigé en minuscule caroline.
La fin du document nous informe de l'année, du lieu ainsi que du nom du scribe :  

« Signum domini serenissimi regis Rodulfi.

Anselmus, regius cancellarius, hoc scripsit preceptum. Anno Domini Incarnationis nongentesimo nonagesimo VI, indicione vero X, regni autem regis Rodulfi III. Actum in Agauno feliciter.

Seing du seigneur sérénissime roi Rodolphe.

Anselme, chancelier royal, a écrit cet acte l'an de l'Incarnation du Seigneur 996, indiction 10, et le troisième du règne du roi Rodolphe. Fait à Agaune, sous d'heureux auspices. »

L'acte est ainsi rédigé à l'abbaye Saint-Maurice d'Agaune, durant l'année 996,. La signature est un monogramme du Rodolphe III, roi des Deux Bourgognes — RODVLF REX S — et elle est accompagnée d'un « grand sceau plaqué de cire brune à l'effigie du roi »,. Le site des Archives départementales de la Savoie propose un agrandissant en ligne du document, ainsi que du sceau et de la signature. Le document a été écrit par Anselme, le chancelier du roi, chanoine de l'abbaye Saint-Maurice d'Agaune.
La charte indique que le roi Rodolphe III « [donne] les pouvoirs comtaux », comitatus, à l'archevêque Aymon Ier/Amizon et à l'Église de Tarentaise, « voyant l'archevêché presque dépeuplé par les invasions sarrasines »,,,. L'archevêché « sera soulagé grâce à cet honneur ». L'évêque reçoit ainsi « tous les droits comtaux à la sainte Église de Dieu en Tarentaise ». Le document ne précise cependant pas sur quels territoires s'applique le comitatus.
L'acte présente le roi Rodolphe III en « défenseur de l'Église et protecteur des évêques » face aux envahisseurs qui ont apporté la destruction, les Sarrasins, dits dans la charte  Hyberinis incursionibus (« Hiberniens »). Il nomme également Aymon Ier/Amizon (Amizo) à l'origine de la renaissance des richesses dans la vallée et que le roi récompense avec l'octroi du comitatus. Ce terme peut d'ailleurs être traduit par « compagnon » permettant une seconde lecture du document, comme le souligne l'érudit local Jean-Paul Bergerie, « le bon roi Rodolphe est avant tout un calculateur qui cherche à asseoir son pouvoir en ayant des lieutenants fidèles ». Les Sarrasins servent de « bouc émissaire » au récit, le document visant plutôt à limiter le pouvoir de contestation provenant des seigneurs laïcs du royaume,. L'historien Henri Pirenne a souligné que « tout ce qui était donné aux évêques était autant de pris sur les princes laïques et ce n'était pas se dépouiller que les enrichir ; car plus ils étaient forts, plus efficaces étaient les services qu'ils rendaient à la couronne ».
L'archiviste paléographe Jacqueline Roubert précise que le comitatus, à cette période, n'a plus rien à voir avec celui du temps des premiers Carolingiens, il désigne désormais « un ensemble de domaines et de droits affectés à l'entretien de ces domaines ou découlant de leur possession ».

## Conséquences
Il s'agit de la première mention d'un « comté de Tarentaise », ce qui ne permet pas aux historiens d'infirmer ou de confirmer son existence avant cette date. Jacqueline Roubert souligne que le rôle dans l'Antiquité de la vallée ou encore le fait même que Moûtiers soit érigée en métropole (en) indique qu'elle « ne pouvait être qu'un comté ». Cette obtention du titre marque une politique royale en faveur de l'institution religieuse, permettant de contrebalancer dans cette société féodale les pouvoirs des seigneurs laïcs. Sans être associé aux comtes carolingiens, ce titre amène cependant à recevoir « la cession de droits réels : non seulement des domaines, des redevances, des droits de péage et justice, mais encore un droit supérieur sur le fiscus royal. » Cela implique également que l'archevêque-comte est astreint aux mêmes devoirs qu'un seigneur laïc.
Il faut attendre la fin du XIVe siècle pour qu'un premier archevêque, Rodolphe de Chissé, utilise le titre de comte dans un acte.
Le document ne précise par ailleurs pas quelles sont les possessions de l'Église de Tarentaise, elles ne représentaient en réalité qu'une partie mineure de la vallée. Si l'espace du diocèse reprend l'ensemble de la vallée de la Tarentaise, de Cléry (situé dans la Combe de Savoie) à Laval de Tignes (aujourd'hui Val d'Isère), auquel s'ajoute une partie du bas-val d'Arly et du Beaufortain, le comté, dont on ne trouve qu'une trace de délimitations datant du XIIe siècle, s'étendait très probablement du castrum de Conflans, au début de la vallée, au Pas du Siaix, ainsi que sur les vallées secondaires débouchant sur Moûtiers (vallée des Belleville — Doron de Belleville et vallée de Bozel — Doron de Bozel), mais aussi le Beaufortain,. De fait, toute la haute-Tarentaise, de même que les enclaves des seigneuries d'Aigueblanche et de Salins, échappent à cette juridiction temporelle, et se trouvent sous le contrôle notamment de la famille seigneuriale de Briançon. Cette famille portera le titre de vicomte de Tarentaise, à partir du Xe siècle.
La forme de l'acte se retrouve en partie lors de l'élaboration des diplômes de 999 pour le diocèse de Sion, en 1011 pour celui de Lausanne ou encore en 1023 pour Vienne.